# Tengchiena euroxestus
Tengchiena euroxestus é uma espécie de gastrópode  da família Euconulidae.
É endémica da Austrália.